# Национален отбор по футбол на Нова Зеландия
Новозеландският национален футболен отбор, наричан Белите, е националния футболен отбор на Нова Зеландия и е управляван от Новозеландската футболна асоциация. Отборът играе в изцяло бели екипи, откъдето произлиза прякора им (името е и антоним на по-известния им национален отбор по ръгби, чиито прякор е Черните). Сребърният папрат, който символизира Нова Зеландия, е върху екипите на отбора.
Белите играха на световните първенства през 1982 и през 2010. Отборът е един от шестте, които са участвали на световно първенство без да загубят и без да спечелят купата; другите отбори са Шотландия през 1974 (1 победа, 2 равенства), Бразилия през 1978 (4 победи, 3 равенства), Камерун през 1982 (3 равенства), Англия през 1982 (3 победи, 2 равенства) и Белгия през 1998 (3 равенства).
Поради липсата на професионална лига, повечето Новозеландски футболисти играят в Европа, в САЩ или в австралийската А-Лига.
Преди Нова Зеландия се бореше с Австралия за топ отличията в ОФК. Това вече не е така, тъй като сега Австралия играе в АФК, оставяйки Нова Зеландия като единствения поставен отбор от ОФК. Нова Зеландия е печелила купата на ОФК четири пъти – през 1973, 1998, 2002 и 2008.

## Развитие
Въпреки многобройните играчи, футбола в Нова Зеландия се опитва да си съперничи с други спортове като ръгби юниън, ръгби лига и крикет. Изявите на националния отбор са подсилени от юношеската полу-професионална лига, Новозеландски футболен шампионат, основана през 2004. Нова Зеландия има един професионален отбор, Уелингтън Финикс, който участва в австралийската А-Лига.
От 1990-те, американския колежен футбол има голяма роля в развитието на новозеландски играчи. Това започва, когато бившия шотландски национал Боби Кларк се завръща в САЩ след престой като треньор на белите през 1994-96, за да стане треньор на отбор от Станфордския университет. Кларк започва да набира новозеланджи и сегашните национали Раян Нелсън и Саймън Елиът са играли за него в Станфорд. Тази традиция, започната от Кларк продължава оттогава; повече от две дузини новозеландци играят за националната първа дивизя на САЩ. Обичайна следваща крачка за тези играчи е кариера в МЛС; през март 2010 журналиста на ESPNsoccernet Брент Лейтъм скекулира, че отбора на Белите на световното 2010 има повече играчи играещи за МЛС от американския национален отбор. Въпреки спекулацията на Лейтъм не се оказа истина, тъй като само един играч от МЛС стигна до новозеландския отбор за световното първенство.
Най-известните настоящи играчи са защитника на Блекбърн Роувърс, Раян Нелсън, бившия защитник на Рода ЮК, Иван Вайслих, нападателя на Голд Коуст Юнайтед, Шейн Шмелц, нападателя на Мидълзбро, Крис Килън и нападателя на Плимут Аргайл, Рори Фалън. Няколко юноши показващи признаци за добра професионална кариера, включват халфа на Барнет, Крис Джеймс, халфа на Нюкасъл Джетс, Джеръми Броки, нападателя на Шрюсбъри Таун, Крис Брайт и нападателя на Уест Бромич Албиън, Крис Ууд.

## Статистика
| М   | П   | Р  | З   | ВГ  | ДГ  | ГР   | Последно обновяване                    |
| --- | --- | -- | --- | --- | --- | ---- | -------------------------------------- |
| 328 | 137 | 55 | 136 | 601 | 520 | + 81 | Парагвай – Нова Зеландия (25 юни 2010) |

М – мачове, П – победи, Р – равенства, З – загуби, ВГ – вкарани голове, ДГ – допуснати голове, ГР – голова разлика

## Известни играчи
| - Кен Армстронг - Дънкан Коул - Воухън Ковъни - Саймън Елиът - Ейдриън Елрик - Кери Еванс | - Рики Хърбърт - Бик Хюм - Крис Джаксън - Майкъл МакГари - Уинтън Руфър - Шейн Шмелц | - Стив Съмнър - Браян Търнър - Франк ван Хатъм - Иван Вайслих - Стив Уудин - Крис Зоросич |

## Почетни листи
| # | Име           | Период    | Мача | Гола |
| - | ------------- | --------- | ---- | ---- |
| 1 | Иван Вайслих  | 1995 –    | 69   | 6    |
| 2 | Саймън Елиът  | 1995 –    | 66   | 6    |
| 3 | Воухън Ковъни | 1992 – 07 | 64   | 28   |
| 4 | Рики Хърбърт  | 1980 – 89 | 61   | 7    |
| 5 | Крис Джаксън  | 1995 – 03 | 60   | 10   |
| 6 | Браян Търнър  | 1967 – 82 | 59   | 21   |

| # | Име           | Период    | Гола | Мача | Гола % |
| - | ------------- | --------- | ---- | ---- | ------ |
| 1 | Воухън Ковъни | 1992 – 07 | 28   | 64   | 0.43   |
| 2 | Стив Съмнър   | 1976 – 88 | 22   | 58   | 0.38   |
| 3 | Браян Търнър  | 1967 – 82 | 21   | 59   | 0.35   |
| 4 | Шейн Шмелц    | 2003 –    | 17   | 33   | 0.52   |
| 5 | Джок Неуъл    | 1951 – 52 | 16   | 10   | 1.60   |
| 5 | Кийт Нелсън   | 1977 – 83 | 16   | 20   | 0.80   |